# NTMK
NTMK (Russisch: НТМК), volledige naam Nizjnetagilski metalloergitsjeski kombinat im. V.I. Lenin, vernoemd naar Lenin, (Russisch: Нижнетагильский металлургический комбинат им. В. И. Ленина; "Nizjni Tagil metallurgisch kombinaat" of "IJzer- en staalwerken van Nizjni Tagil") is een staalproducent en de plaatsvormende onderneming van de Russische stad Nizjni Tagil. Het is onderdeel van de Evrazgroep en een van de grootste metallurgische complexen van Rusland.

## Geschiedenis
Het bedrijf werd opgericht in 1720 in de Noordelijke Oeral en begon met massaproductie van staal op 25 december 1725. Het bedrijf vormde de kern van Nikita Demidov en Akinfi Demidovs operaties in het Oeralgebied ten tijde van Peter de Grote. In die tijd werd bijna de helft van de productie geëxporteerd naar Groot-Brittannië.
In de jaren 30 van de 20e eeuw werd de staalfabriek van NTMK gebouwd, toen de Sovjet-Unie grote metallurgische complexen wilde creëren in de Oeral en in de Koezbass. De hoogovens waren de grootste van de hele Sovjet-Unie en de open-hart ovens de modernste ter wereld. Het bedrijf werd steeds verder uitgebreid en gemoderniseerd en werd in 1957 veranderd in een enorm staalcomplex, bestaande uit een vercooksende fabriek, drie ertsmijnen en een hittebestendige productiefabriek. In de jaren 60 werd het de belangrijkste vanadiumertsverwerkende fabriek van de Sovjet-Unie. In 1992 werd het bedrijf geprivatiseerd naar een naamloze vennootschap. In dat jaar werd ook begonnen met een moderniseringsprogramma.

## Gegevens
De ertsvoorraden van NTMK zijn rijk aan vanadium. Jaarlijks produceert het bedrijf 5 miljoen ton ruwijzer, 5,5 miljoen ton staal en 5 miljoen ton gewalst staal, waarmee het tot de top 5 van Rusland behoort. Het bedrijf is gespecialiseerd in de productie van spoorwegwagons, treinwielen en spoorrails.